# Synchlora denticularia
Synchlora denticularia är en fjärilsart som beskrevs av Walker 1861. Synchlora denticularia ingår i släktet Synchlora och familjen mätare. Inga underarter finns listade i Catalogue of Life.